# Katedra Geografii Fizycznej (WGiSR UW)
Katedra Geografii Fizycznej – jednostka naukowa Wydziału Geografii i Studiów Regionalnych Uniwersytetu Warszawskiego zajmująca się geografią w następujących specjalizacjach: geoekologia, geomorfologia, hydrologia, klimatologia. Jednostka została utworzona na skutek przekształcenia w 2017 roku Instytutu Geografii Fizycznej. Kierownikiem Katedry jest dr hab. Maciej Dąbski, prof. UW.

## Struktura
Katedra składa się z następujących jednostek naukowo-dydaktycznych:
- Zakład Geoekologii
- Zakład Geomorfologii
- Zakład Hydrologii
- Zakład Klimatologii
- Laboratorium Analiz Środowiskowych[4]

### Zakład Geoekologii
Kierownikiem Zakładu jest prof. dr hab. Andrzej Harasimiuk.
Zakład Geoekologii jest kontynuatorem działalności Zakładu Geograficznego powstałego w 1918 roku na Uniwersytecie Warszawskim. Zarówno kierownik zakładu, prof. Stanisław Lencewicz, jak i jego następcy (w szczególności prof. Jerzy Kondracki) byli zwolennikami i reprezentantami syntetycznego nurtu przyrodniczo-geograficznego, który jest podstawą współczesnej geografii kompleksowej. Zakład kilkukrotnie zmieniał nazwę, ostatecznie w roku 1996 został przemianowany z Zakładu Kompleksowej Geografii Fizycznej na Zakład Geoekologii.
Zakład zajmuje się badaniem środowiska jako całości, z uwzględnieniem jego różnych komponentów, takich jak: ukształtowanie terenu, działalność człowieka, bioróżnorodność, gleby, geochemia czy zasoby naturalne. Jednostka skupia się również na ocenie potencjału naturalnego oraz estetycznych właściwości krajobrazu, a także ekoturystyką i edukacją ekologiczną. Badania prowadzone są w wielu typach krajobrazu w Polsce oraz za granicą.
Do najważniejszych publikacji zakładu należą Podstawy regionalizacji fizycznogeograficznej J. Kondrackiego, Geografia fizyczna Polski, Geografia regionalna Polski tego samego autora, Kompleksowa geografia fizyczna A. Richlinga oraz Ekologia krajobrazu A. Richlinga i J. Solona.

### Zakład Geomorfologii
Kierownikiem Zakładu jest dr hab. Ewa Smolska, prof. UW.
Zakład Geomorfologii powstał w 1974 roku
Zakład Geomorfologii zajmuje się badaniem form rzeźby powierzchni Ziemi, w szczególności współczesnych procesów rzeźbotwórczych, wpływu tektoniki, działalności człowieka i zdarzeń katastrofalnych na rzeźbę. W obszarze zainteresowań pracowników Zakładu znajduje się również datowanie lichenometryczne, rzeźba terenów górskich czy zawartość metali ciężkich w różnych środowiskach sedymentacyjnych. Badania prowadzone są przede wszystkim na terenie Polski północno-wschodniej i centralnej oraz w Tatrach, a poza granicami kraju w północnej Afryce, kilku krajach europejskich oraz Wyspach Zielonego Przylądka i Uzbekistanie.

### Zakład Hydrologii
Kierownikiem Zakładu jest dr hab. Artur Magnuszewski, prof. UW.
Początkowo badania nad rolą wody w środowisku przyrodniczym były prowadzone w Pracowni Hydrograficznej w ramach Katedry Geografii Fizycznej. Zakład Hydrologii powstał w 1971 roku
Zakład zajmuje się badaniem roli wody w środowisku. Istotnym obszarem badań jest wprowadzanie i testowanie nowych modeli hydrologicznych, ekohydrologicznych zlewni. W obszarze zainteresowań pracowników Zakładu jest również ochrona zasobów wodnych, limnologia, ocena jakości wody czy ochrona przed suszą.

### Zakład Klimatologii
Kierownikiem Zakładu jest dr hab. Elwira Żmudzka, prof. UW.
Katedra Klimatologii powstała w 1951 roku. Później została przekształcona w Zakład.
Zakład Klimatologii zajmuje się badaniem klimatu. Istotnym obszarem badań jest jego zmienność, wpływ działalności człowieka na klimat, wpływ zmian klimatu na działalność człowieka, klimat poszczególnych obszarów, pogodowe zjawiska ekstremalne. W obszarze zainteresowań pracowników Zakładu jest również ochrona atmosfery i wpływ pogody na zdrowie człowieka. Badania prowadzone są we wszystkich skalach przestrzennych, od makroklimatu, poprzez topoklimat aż po mikroklimat.

### Laboratorium Analiz Środowiskowych
Kierownikiem jednostki jest dr hab. Andrzej Harasimiuk.